# Lacellina libyca
Lacellina libyca är en svampart som beskrevs av Sacc. & Trotter 1913. Lacellina libyca ingår i släktet Lacellina, divisionen sporsäcksvampar och riket svampar.   Inga underarter finns listade i Catalogue of Life.